# Episodi di The First
La prima stagione della serie televisiva The First, composta da 8 episodi, è stata interamente pubblicata negli Stati Uniti d'America su Hulu il 14 settembre 2018.
In Italia, la stagione viene pubblicata dal 19 dicembre 2018 al 9 gennaio 2019 su TIMvision.
| nº | Titolo originale | Titolo italiano         | Pubblicazione USA | Pubblicazione Italia |
| -- | ---------------- | ----------------------- | ----------------- | -------------------- |
| 1  | Separation       | Separazione             | 14 settembre 2018 | 19 dicembre 2018     |
| 2  | What's Needed    | Quel che era necessario | 14 settembre 2018 | 19 dicembre 2018     |
| 3  | Cycles           | Cicli                   | 14 settembre 2018 | 26 dicembre 2018     |
| 4  | Where Life Is    | Dove è la vita          | 14 settembre 2018 | 26 dicembre 2018     |
| 5  | Two Portraits    | Due ritratti            | 14 settembre 2018 | 2 gennaio 2019       |
| 6  | Collisions       | Collisioni              | 14 settembre 2018 | 2 gennaio 2019       |
| 7  | The Choice       | La scelta               | 14 settembre 2018 | 9 gennaio 2019       |
| 8  | Near and Far     | Vicino e lontano        | 14 settembre 2018 | 9 gennaio 2019       |

## Separazione
- Titolo originale: Separation
- Diretto da: Agnieszka Holland
- Scritto da: Beau Willimon

### Trama
Nel 2033 a New Orleans, in Louisiana, l'equipaggio di Providence 1, la prima missione con equipaggio su Marte, si imbarca nella capsula per un viaggio su Marte. Tom Hagerty, il comandante della missione originale, guarda il lancio in televisione da casa e non dal centro di controllo missione. Il lancio è un disastro, i malfunzionamenti del razzo portano alla morte di tutto l'equipaggio. Hagerty corre al quartier generale di Vista (una società privata di New Orleans che gestisce congiuntamente la missione in coordinamento con la NASA), per fornire supporto ai familiari e per affrontare Laz Ingram, il CEO di Vista. Hagerty torna a casa dove trova la figlia Denise che è venuta a sapere dell'incidente. Vista apre un'indagine per determinare cosa ha causato il disastro del lancio fatale.

## Quel che era necessario
- Titolo originale: What's Needed
- Diretto da: Agnieszka Holland
- Scritto da: Beau Willimon

### Trama
Laz Ingram testimonia di fronte al Congresso in favore del proseguimento della missione spaziale con equipaggio su Marte, stabilendo contemporaneamente una battaglia legale con le famiglie dell'equipaggio della Providence 1. Denise ha iniziato a lavorare come cameriera e desidera utilizzare lo studio di tatuaggi di sua madre. Comincia a preparare lo studio quando riceve una chiamata da Ingram per recarsi a Washington DC per testimoniare a sostegno di un altro tentativo di esplorazione umana su Marte. Tom si rifiuta di parlare a favore di un'altra missione di fronte al Congresso, ma si incontra in privato con i genitori del comandante della Providence 1 e spiega la necessità di continuare ad esplorare lo spazio. Nei prossimi giorni, Tom e Ingram guadagneranno gradualmente supporto per un'altra missione. Sul volo di ritorno, Ingram offre a Tom la possibilità di comandare la prossima missione e chiede a Denise se lo può far andare.